# Ferredossina idrogenasi
La ferredossina idrogenasi è un enzima appartenente alla classe delle ossidoreduttasi, che catalizza la seguente reazione:
H2 + 2 ferredossina ossidata ⇄ 2 ferredossina ridotta + 2 H+
L'enzima contiene clusters ferro-zolfo. Gli enzimi isolati da alcune sorgenti contengono nichel. Può usare l'idrogeno molecolare per la riduzione di una varietà di sostanze.